# Tales from Shakespeare

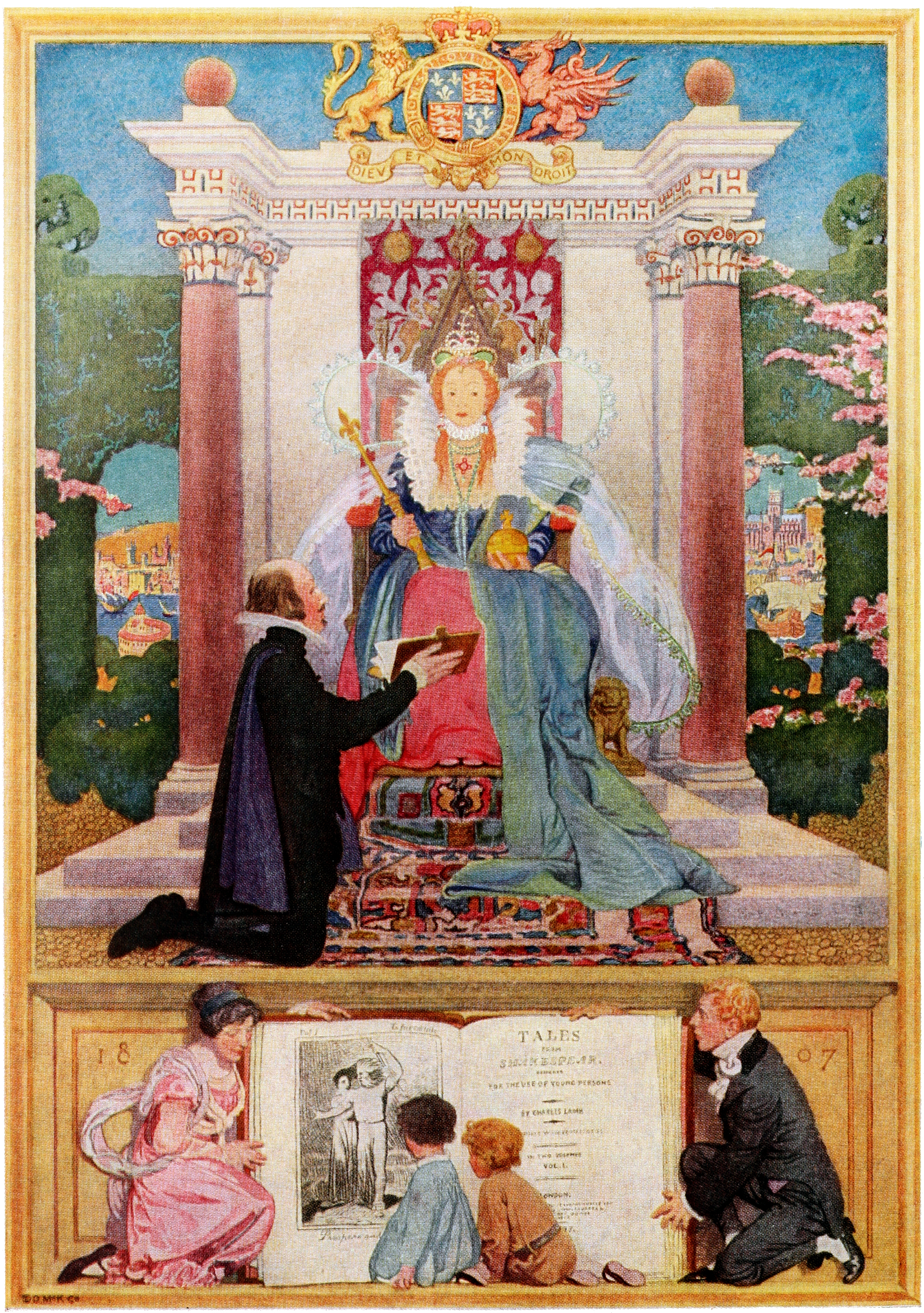
Illustratie op het titelblad van een editie uit 1922

Tales from Shakespeare is een Engels kinderboek met een selectie navertelde verhalen van Shakespeare dat Charles Lamb in 1807 samen met zijn zuster Mary Lamb schreef. Het werd geïllustreerd door Arthur Rackham in 1899 en 1909, en door D.C. Eyles in 1934.
Het boek beperkt de ingewikkelde verhaallijn van Shakespeare tot een eenvoudig niveau dat kinderen kunnen lezen en begrijpen. Hoewel in het boek fragmenten en uitdrukkingen uit Shakespeares werk voorkomen, werd bewust vermeden om woorden over te nemen die in het moderne Engels onbekend of ongebruikelijk zijn.
Mary Lamb nam de komedies en het voorwoord voor haar rekening, terwijl Charles de tragedies schreef. Naast zijn essays is dit boek Charles' bekendste werk. Nochtans is het vooral dankzij Mary's aandeel dat het zo'n succes kende, hoewel haar naam zelfs niet op de titelpagina van de eerste twee edities werd vermeld.
De 21 navertelde verhalen zijn:
1. The Tempest (Mary Lamb)
2. A Midsummer Night's Dream (Mary Lamb)
3. The Winter's Tale (Mary Lamb)
4. Much Ado About Nothing (Mary Lamb)
5. As You Like It (Mary Lamb)
6. The Two Gentlemen of Verona (Mary Lamb)
7. The Merchant of Venice (Mary Lamb)
8. Cymbeline (Mary Lamb)
9. King Lear (Charles Lamb)
10. Macbeth (Charles Lamb)
11. All's Well That Ends Well (Mary Lamb)
12. The Taming of the Shrew (Mary Lamb)
13. The Comedy of Errors (Mary Lamb)
14. Measure for Measure (Mary Lamb)
15. Twelfth Night (Mary Lamb)
16. Timon of Athens (Charles Lamb)
17. Romeo and Juliet (Charles Lamb)
18. Hamlet, Prince of Denmark (Charles Lamb)
19. Othello (Charles Lamb)
20. Pericles, Prince of Tyre (Mary Lamb)
21. Julius Caesar (Charles Lamb)